# Fernandina (raza bovina)
Fernandina es una raza bovina originaria de Uruguay, productora de carne y leche, y caracterizada por su baja estatura.

## Historia
La raza fernandina fue desarrollada por el empresario Rafael Kohen en su establecimiento "El Peñasco" del departamento de Maldonado. Kohen había sido criador de ganado Fleckvieh pero abandonó la cría de dicha raza para abocarse a la generación de una nueva de poco tamaño. Primero compró animales con enanismo e intentó cruzarlos, pero no dio resultado: no se reproducían debido a la propia enfermedad. Entonces comenzó a recorrer campos y remates ganaderos buscando vacas y toros sanos pero de baja estatura. Los compraba para luego cruzarlos entre sí. Lentamente se fue acercando al ideal que perseguía: un trabajo genético de años para lograr una nueva raza.
El proyecto se puso en marcha con dos toros y tres vacas de la raza Hereford, todos con problemas de crecimiento. Luego se incorporaron otros animales de la raza Aberdeen angus. Los primeros que parieron fueron los vientres Hereford y luego se utilizó el semen de los toritos sobre vientres Jersey, Holando-Argentino y Aberdeen angus. El trabajo avanzó aplicando cruzamientos entre las familias para remarcar caracteres, depurando los ejemplares y descartando los deformes.
Llevó 12 años poner una nueva raza de vacas sobre la faz de la Tierra. Kohen la llamó Fernandina, porque así se llama a los oriundos del departamento de Maldonado, donde está "El Peñasco". En 2005 Kohen logró su sueño de inscribir a las "vacas enanas" como raza en los Registros Genealógicos de la Asociación Rural del Uruguay (ARU).

## Características
Los bovinos de la raza Fernandina son bajos (menos de 100 centímetros de altura) con patas muy cortas, aunque su cuerpo no deja de ser voluminoso, casi como el de un bovino común. Son muy mansos y el rendimiento de las hembras supera al de las vacas comunes: comen la mitad, pero dan solo un tercio menos de leche (producen entre 6 y 10 litros de leche a dos ordeñes). Además, se pueden criar en espacios muy pequeños, incluso en jardines de cierto tamaño. 
Las hembras son altamente productivas, puesto que los vientres se preñan entre los 8 y 9 meses, cuando un bovino convencional no se puede cruzar antes de los 2 años.